# Singapore i olympiska sommarspelen 2016
Singapore deltog med 25 deltagare vid de olympiska sommarspelen 2016 i Rio de Janeiro. Totalt blev det en guldmedalj åt den singaporianska truppen.

## Medaljörer
Följande personer från Singapore tog medaljer under olympiska sommarspelen 2016.
| Medalj | Namn             | Sport   | Gren                      | Datum           |
| ------ | ---------------- | ------- | ------------------------- | --------------- |
| Guld   | Joseph Schooling | Simning | Herrarnas 100 m fjärilsim | 12 augusti 2016 |

## Badminton
| Spelare             | Gren       | Grupp                           | Grupp                        | Grupp     | Eliminering       | Kvartsfinal       | Semifinal         | Final / BM        | Final / BM       |
| Spelare             | Gren       | Motståndare Poäng               | Motståndare Poäng            | Placering | Motståndare Poäng | Motståndare Poäng | Motståndare Poäng | Motståndare Poäng | Placering        |
| ------------------- | ---------- | ------------------------------- | ---------------------------- | --------- | ----------------- | ----------------- | ----------------- | ----------------- | ---------------- |
| Derek Wong Zi Liang | Herrsingel | Lee C W (MAS) L (18–21, 8–21)   | Opti (SUR) W (21–5, 21–6)    | 2         | Gick inte vidare  | Gick inte vidare  | Gick inte vidare  | Gick inte vidare  | Gick inte vidare |
| Liang Xiaoyu        | Damsingel  | Sung J-h (KOR) L (17–21, 11–21) | Lansac (FRA) W (21–7, 21–15) | 2         | Gick inte vidare  | Gick inte vidare  | Gick inte vidare  | Gick inte vidare  | Gick inte vidare |

## Bordtennis
| Spelare                           | Gren       | Inledande omgång     | Omgång 1             | Omgång 2               | Omgång 3             | Åttondelsfinal        | Kvartsfinal          | Semifinal            | Final / BM           | Final / BM       |
| Spelare                           | Gren       | Motståndare Resultat | Motståndare Resultat | Motståndare Resultat   | Motståndare Resultat | Motståndare Resultat  | Motståndare Resultat | Motståndare Resultat | Motståndare Resultat | Placering        |
| --------------------------------- | ---------- | -------------------- | -------------------- | ---------------------- | -------------------- | --------------------- | -------------------- | -------------------- | -------------------- | ---------------- |
| Chen Feng                         | Herrsingel |                      | Oláh (FIN) L 1–4     | Gick inte vidare       | Gick inte vidare     | Gick inte vidare      | Gick inte vidare     | Gick inte vidare     | Gick inte vidare     | Gick inte vidare |
| Gao Ning                          | Herrsingel | Bye                  | Bye                  | Drinkhall (GBR) 0L 3–4 | Gick inte vidare     | Gick inte vidare      | Gick inte vidare     | Gick inte vidare     | Gick inte vidare     | Gick inte vidare |
| Feng Tianwei                      | Damsingel  | Bye                  | Bye                  | Bye                    | Ni Xl (LUX) W 4–2    | Liu J (AUT) W 4–1     | Fukuhara (JPN) L 0–4 | Gick inte vidare     | Gick inte vidare     | Gick inte vidare |
| Yu Mengyu                         | Damsingel  | Bye                  | Bye                  | Bye                    | Lay J F (AUS) W 4–0  | Jeon J-h (KOR) 0W 4–1 | Kim S-i (PRK) L 2–4  | Gick inte vidare     | Gick inte vidare     | Gick inte vidare |
| Feng Tianwei Yu Mengyu Zhou Yihan | Damlag     | i.u.                 | i.u.                 | i.u.                   | i.u.                 | Egypten W 3–0         | Sydkorea W 3–2       | Kina L 0–3           | Japan L 1–3          | 4                |

## Friidrott
Förkortningar
- Notera– Placeringar avser endast det specifika heatet.
- Q = Tog sig vidare till nästa omgång
- q = Tog sig vidare till nästa omgång som den snabbaste förloraren eller, i fältgrenarna, genom placering utan att nå kvalgränsen
- NR = Nationellt rekord
- N/A = Omgången fanns inte i grenen
- Bye = Idrottaren behövde inte tävla i omgången

Bana och väg
| Idrottare    | Gren                | Heat     | Heat      | Kvartsfinal | Kvartsfinal | Semifinal        | Semifinal        | Final            | Final            |
| Idrottare    | Gren                | Resultat | Placering | Resultat    | Placering   | Resultat         | Placering        | Resultat         | Placering        |
| ------------ | ------------------- | -------- | --------- | ----------- | ----------- | ---------------- | ---------------- | ---------------- | ---------------- |
| Timothee Yap | Herrarnas 100 meter | 10,84    | 2 Q       | 10,79       | 9           | Gick inte vidare | Gick inte vidare | Gick inte vidare | Gick inte vidare |
| Neo Jie Shi  | Damernas maraton    | i.u.     | i.u.      | i.u.        | i.u.        | i.u.             | i.u.             | 3:15:18          | 131              |

## Rodd
| Roddare         | Gren                   | Heat    | Heat      | Återkval | Återkval  | Kvartsfinal | Kvartsfinal | Semifinal | Semifinal | Final   | Final     |
| Roddare         | Gren                   | Tid     | Placering | Tid      | Placering | Tid         | Placering   | Tid       | Placering | Tid     | Placering |
| --------------- | ---------------------- | ------- | --------- | -------- | --------- | ----------- | ----------- | --------- | --------- | ------- | --------- |
| Saiyidah Aisyah | Damernas singelsculler | 8:44,71 | 3 QF      | Bye      | Bye       | 7.56,00     | 6 SC/D      | 8:22,45   | 6 FD      | 7:55,73 | 23        |

## Segling
Herrar
| Idrottare          | Gren            | Lopp | Lopp | Lopp | Lopp | Lopp | Lopp | Lopp | Lopp | Lopp | Lopp | Lopp | Lopp | Lopp | Nettopoäng | Slutlig placering |
| Idrottare          | Gren            | 1    | 2    | 3    | 4    | 5    | 6    | 7    | 8    | 9    | 10   | 11   | 12   | M*   | Nettopoäng | Slutlig placering |
| ------------------ | --------------- | ---- | ---- | ---- | ---- | ---- | ---- | ---- | ---- | ---- | ---- | ---- | ---- | ---- | ---------- | ----------------- |
| Leonard Ong        | Herrarnas RS:X  | 33   | 33   | 35   | 33   | DNF  | 27   | 36   | DNF  | 20   | DNF  | 34   | DNF  | EL   | 362        | 35                |
| Colin Cheng Xin Ru | Herrarnas laser | 5    | 20   | 13   | 18   | 21   | UFD  | 27   | 22   | 25   | 9    | i.u. | i.u. | EL   | 160        | 20                |

Damer
| Idrottare              | Gren                  | Lopp | Lopp | Lopp | Lopp | Lopp | Lopp | Lopp | Lopp | Lopp | Lopp | Lopp | Lopp | Lopp | Nettopoäng | Slutlig placering |
| Idrottare              | Gren                  | 1    | 2    | 3    | 4    | 5    | 6    | 7    | 8    | 9    | 10   | 11   | 12   | M*   | Nettopoäng | Slutlig placering |
| ---------------------- | --------------------- | ---- | ---- | ---- | ---- | ---- | ---- | ---- | ---- | ---- | ---- | ---- | ---- | ---- | ---------- | ----------------- |
| Audrey Yong            | Damernas RS:X         | 25   | 25   | 24   | 25   | 23   | 18   | DNF  | 24   | 22   | DNC  | DNC  | DNC  | EL   | 266        | 25                |
| Elizabeth Yue Ling Yin | Damernas laser radial | 19   | 29   | 26   | 11   | 23   | 25   | 20   | 17   | UFD  | 23   | i.u. | i.u. | EL   | 193        | 26                |
| Jovina Choo Amanda Ng  | Damernas 470          | 17   | 17   | 20   | 21   | 18   | 21   | 19   | 17   | 18   | 18   | i.u. | i.u. | EL   | 166        | 20                |
| Griselda Khng Sara Tan | Damernas 49erFX       | 12   | 19   | 17   | 11   | 14   | 11   | 8    | 20   | 15   | 7    | 8    | 13   | EL   | 135        | 15                |

Mixed
| Idrottare             | Gren     | Lopp | Lopp | Lopp | Lopp | Lopp | Lopp | Lopp | Lopp | Lopp | Lopp | Lopp | Lopp | Lopp | Nettopoäng | Slutlig placering |
| Idrottare             | Gren     | 1    | 2    | 3    | 4    | 5    | 6    | 7    | 8    | 9    | 10   | 11   | 12   | M*   | Nettopoäng | Slutlig placering |
| --------------------- | -------- | ---- | ---- | ---- | ---- | ---- | ---- | ---- | ---- | ---- | ---- | ---- | ---- | ---- | ---------- | ----------------- |
| Justin Liu Denise Lim | Nacra 17 | 2    | 14   | 14   | 18   | 18   | 17   | 14   | 14   | 18   | 17   | 21   | 11   | EL   | 157        | 19                |